# Стоя (порноакторка)
Сто́я (англ. Stoya, Джессіка Стоядінович, англ. Jessica Stoyadinovich; нар. 15 червня 1986 року, Вілмінгтон, Північна Кароліна, США) — американська порноакторка.

## Біографія
Народилася й виросла в Північній Кароліні Батько — серб, мати — шотландка. У дитинстві хотіла стати танцюристкою і в три роки почала відвідувати уроки танців. Навчалася вдома та отримала атестат про закінчення школи ще до 16 років. Пізніше переїхала в Делавер, де провела семестр у Делаверському коледжі Мистецтва та дизайну, але полишила його через проблеми з владою. Після переїзду до Філадельфії брала участь у літній програмі Університету Мистецтв. Працювала секретаркою, розповсюджувачкою оголошень і танцюристкою в нічному клубі. Знялася в кількох кліпах маловідомих груп.

## Порноіндустрія
Стоядінович починала з позування для свого друга, потім стала працювати моделлю для альтернативних еротичних сайтів. Один з таких сайтів запропонував їй зняти софткор порносцену та випустити на DVD-диску. Роль відіграв і її інтерес до БДСМ і фетишів в інтернеті. 
Стоя з'явилася на двох DVD виробництва Razordolls і в кількох альтернативних порнофільмах студії Vivid в епізодичних ролях і без сцен сексу до того, як Digital Playground запропонували їй знятися в лесбійської сцені з Софією Санті. Ця сцена так і не була знята, проте в серпні 2007 року їй запропонували головну роль у фільмі, де вона мала зніматися вже в сценах з чоловіками. Після довгих роздумів Стоя погодилася. У жовтні 2007 DP підписали з нею ексклюзивний трирічний контракт. Перша її сцена знята для фільму Стоя Video Nasty POV, але першим вийшов фільм Джек 9.

## Особисте життя
Любить мистецтво, одне з її хобі — створення одягу, який вона використовує на зйомках і під час еротичних конвенцій. Вона любить читати наукову фантастику та фентезі. Серед улюблених письменників — Енн Маккефрі та Вільям Гібсон. Має сторінку на MySpace, спілкується на різних форумах і веде блог на Xcritics.
Стоя уникає стосунків, вважаючи їх несумісними з порноіндустрією. Має легку алергію на латекс і проблеми з гормональними контрацептивами. Вона перенесла три хімічно індукованих аборти. Вона двічі відмовлялася від пропозиції Digital Playground щодо безкоштовних грудних імплантатів.
У червні 2009 року познайомилась з Меріліном Менсоном, але пізніше вони розлучилися через його запланований тур. У червні 2013 в інтерв'ю з The Huffington Post Стоя зазначила, що її популярність як порнозірки ускладнює для її батька насолоджування порнографією. У тому ж інтерв'ю вона підтвердила, що зустрічається з порноактором Джеймсом Діном.
2018 року знялася у непорнографічному фільмі «Сходження Едерлезі».

## Нагороди
- 2008 Eroticline Awards — найкраща поява[5]
- 2009 AVN Awards — найкраща нова старлетка[6]
- 2009 AVN Awards — найкраща групова лесбійська сцена (Cheerleaders)[6]
- 2009 XBIZ Award — нова старлетка року[7]
- 2009 XRCO Award — нова старлетка[8]